# Fasciculipora fruticosa
Fasciculipora fruticosa is een mosdiertjessoort uit de familie van de Frondiporidae. De wetenschappelijke naam van de soort is voor het eerst geldig gepubliceerd in 1884 door MacGillivray.